# Hoplia nitidipunctata
Hoplia nitidipunctata är en skalbaggsart som beskrevs av Gilbert John Arrow 1941. Hoplia nitidipunctata ingår i släktet Hoplia och familjen Melolonthidae. Inga underarter finns listade i Catalogue of Life.